# Klaus Brendel
Klaus Brendel (* 9. April 1958 in Berlin) ist ein deutscher Gitarrist, Komponist und Multiinstrumentalist.
Er ist vor allem bekannt für seine Gitarren-Studioproduktionen, in denen er Einflüsse aus Jazz, Rock und Country/Americana vereint.
Klaus Brendel ist Inhaber des Plattenlabels Visionland.

## Diskographie/Alben (Auswahl)
- Cooper’s Cadillac (2001)
- Behind the Rising Sun (2005)
- Shine On Blue Moon (2007)
- Steamy Roadway (2009)
- Diamond Sky (2013)